# Consuelo Vanderbilt
Consuelo Balsan (antes, Consuelo, duquesa de Marlborough, nacida Consuelo Vanderbilt; 2 de marzo de 1877 - 6 de diciembre de 1964), fue miembro de la prominente familia norteamericana Vanderbilt. Su matrimonio con el 9.º duque de Marlborough fue un emblema internacional de los matrimonios socialmente ventajosos, pero carentes de amor de la Edad de Oro estadounidense.

## Primeros años
Nacida en Nueva York, hija única de William Kissam Vanderbilt, millonario neoyorquino de los ferrocarriles, y de su primera esposa, Alva Erskine Smith (después Belmont). Su nombre en español fue en honor de su madrina, Consuelo Yznaga, que se casaría con George Montagu, vizconde Mandeville, después 8.º duque de Mánchester.

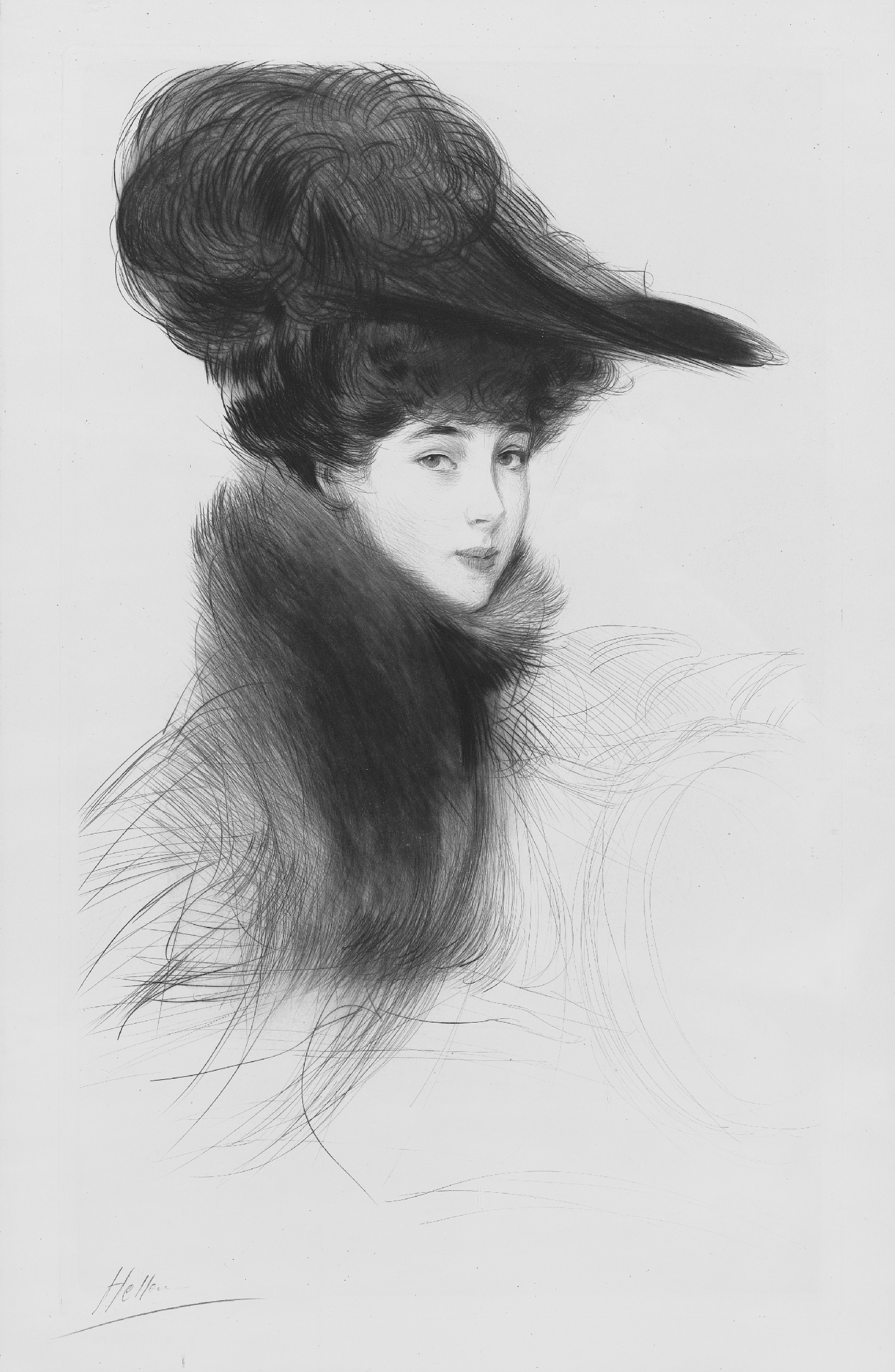
La duquesa de Marlborough, por Paul César Helleu (c. 1903).

Consuelo Vanderbilt, fue ampliamente dominada por su madre, Alva, que determinó que Consuelo conseguiría un gran matrimonio como el de su famosa homónima.
En aquellos días había muchas bodas de aristócratas europeos con herederas estadounidenses. Para los nobles del Viejo Mundo, este tipo de uniones eran una vergüenza, pero útiles en términos financieros. La nobleza miraba a las americanas que se casaban con otros nobles como intrusas, indignas de su nueva posición.
En su biografía Consuelo Vanderbilt describió cómo la obligaron de niña a usar una varilla de acero, que bajaba por su espalda y se sujetaba por la cintura y los hombros, para mejorar su postura. Fue educada en casa por institutrices y tutores y aprendió lenguas extranjeras desde una edad temprana. Su madre era una mujer disciplinaria y estricta que la azotaba con un látigo por pequeñas infracciones.
Al igual que su madrina, Consuelo atrajo a numerosos pretendientes "portadores de títulos" deseosos de negociar su posición social por dinero en efectivo. Su madre habría recibido al menos cinco propuestas por su mano. A Consuelo se le permitió considerar la propuesta de uno solo de los pretendientes, el príncipe Francisco José de Battenberg, pero Consuelo desarrolló un rechazo inmediato hacia él. Ninguno de los otros, sin embargo, era lo suficientemente bueno para Alva Vanderbilt, aunque ella misma era hija de un simple comerciante. 
A diferencia de varias de las herederas contemporáneas en busca de su príncipe azul particular, Consuelo Vanderbilt era una gran belleza, con un rostro lo bastante agraciado como para hacer que el dramaturgo Sir James Barrie, autor de Peter Pan, escribiese "quisiera estar de pie todo el día en la calle para ver a Consuelo Marlborough subir a su carroza". Ella vendría a encarnar el "aspecto delgado y ajustado" que estuvo en boga durante la época eduardiana.

## Primer matrimonio

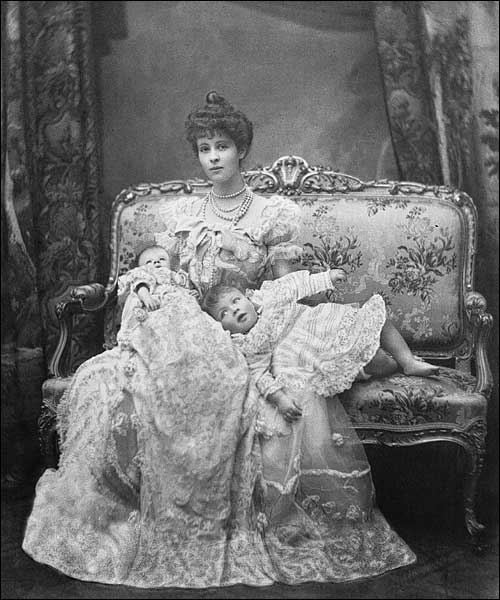
La duquesa de Marlborough con sus dos hijos, John, marqués de Blandford, y Lord Ivor Spencer-Churchill, 1899.

Decidida a asegurar la pareja de más alto rango posible para su única hija, una unión que destacaría la preeminencia de la familia Vanderbilt en la sociedad de Nueva York, Alva Vanderbilt organizó una reunión entre Consuelo y el relativamente pobre Charles Spencer-Churchill, 9.º duque de Marlborough, chatelain del Palacio de Blenheim. La casamentera fue una pequeña heredera americana convertida en una importante anfitriona británica, Lady Paget (nacida Mary "Minnie" Stevens), hija de la señora Paran Stevens, la viuda socialmente ambiciosa de un empresario hotelero estadounidense que había obtenido la entrada a la exclusiva sociedad de Nueva York de los legendarios "Cuatrocientos".  Lady Paget, siempre corta de dinero, se convirtió en una especie de agente matrimonial internacional, introduciendo elegibles herederas estadounidenses a los nobles británicos.
Lamentablemente Consuelo Vanderbilt no tenía interés en el duque y se dedicó en secreto al norteamericano Winthrop Rutherfurd. Su madre pidió, rogó y, finalmente, ordenó a su hija que se casara con Marlborough. 

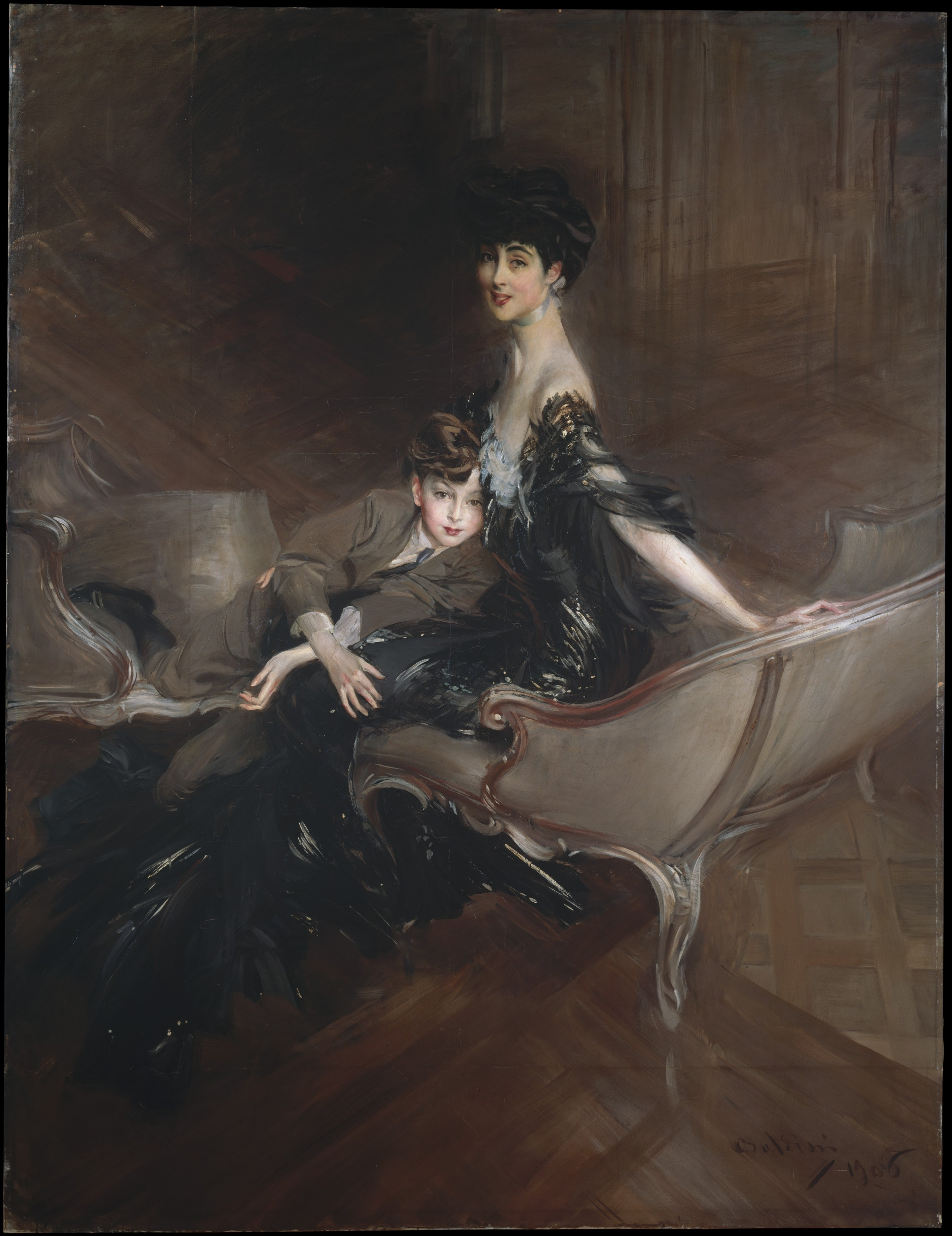
Consuelo Vanderbilt y su hijo Lord Ivor Spencer-Churchill, retrato de Giovanni Boldini, 1906.

Cuando Consuelo - una dócil adolescente, cuya única característica destacable en ese momento era la obediencia absoluta a su temible madre - hizo planes para fugarse, la encerraron en su habitación y Alva amenazó con asesinar a Rutherfurd. Sin embargo, ella se negó a la boda. 
La joven solo accedió cuando Alva Vanderbilt afirmó que su salud se estaba agravando debilitada por la terquedad de Consuelo, tanto que parecía estar al borde de la muerte. Alva tuvo una asombrosa recuperación de su enfermedad absolutamente ficticia y, cuando la boda se llevó a cabo, Consuelo estaba en el altar llorando tras su velo.

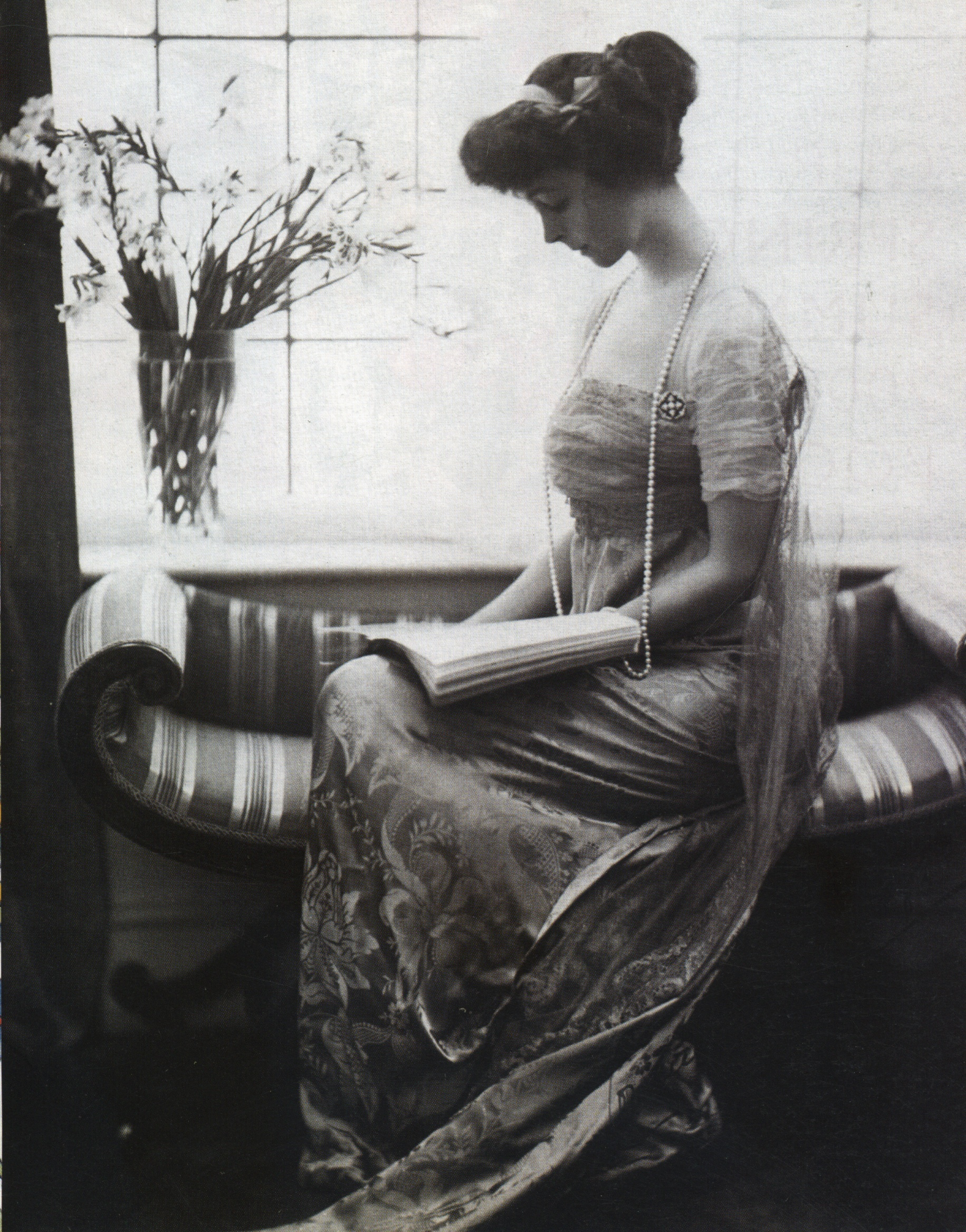
La duquesa de Marlborough en 1910.

El duque, por su parte, dejó a la mujer que presuntamente quería, de vuelta en Inglaterra y consiguió $ 2,5 millones (aproximadamente $ 67 millones en 2010) en acciones del ferrocarril como un contrato matrimonial.
Consuelo Vanderbilt se casó en la Iglesia Episcopal de St. Thomas, Nueva York, el 6 de noviembre de 1895, con Charles Spencer-Churchill, 9.º duque de Marlborough (1871-1934). Tuvieron dos hijos, John Albert William Spencer-Churchill, marqués de Blandford (que se convertiría en el 10.º duque de Marlborough) y Lord Ivor Spencer-Churchill.
La nueva duquesa fue adorada por los arrendatarios pobres de la propiedad de su marido, a quienes visitó y ofreció asistencia. Después se involucró en otros proyectos filantrópicos y estuvo particularmente interesada en las madres y niños. También fue socialmente aceptada entre la realeza y la aristocracia de Gran Bretaña. Sin embargo, dada la unión mal encajada entre el duque y su esposa, era sólo una cuestión de tiempo que su matrimonio fuese sólo de nombre. La duquesa, finalmente, quedó enamorada del apuesto primo de su esposo, el Hon. Reginald Fellowes (el romance no duraría, para alivio de los padres de Fellowes), mientras que el duque cayó bajo el encanto de Gladys Marie Deacon, una excéntrica estadounidense de poco dinero, pero al igual que Consuelo, atractiva y de un intelecto considerable. 
Los Marlborough se separaron en 1906, se divorciaron en 1921 y el matrimonio fue anulado, a petición del duque y con consentimiento de Consuelo, el 19 de agosto de 1926.
Aunque en gran medida se inició como la forma de facilitar la conversión del duque del anglicanismo al catolicismo, la anulación, para sorpresa de muchos, también fue apoyada plenamente por la madre de la ex-duquesa, quien declaró que el matrimonio Vanderbilt-Marlborough había sido un acto de inequívoca coerción. "Forcé a mi hija a casarse con el duque", dijo Alva Belmont a un investigador, y agregó: "Siempre he tenido un poder absoluto sobre mi hija". En los últimos años, Consuelo y su madre disfrutaron de una relación más cercana y fácil.

## Segundo matrimonio y años después

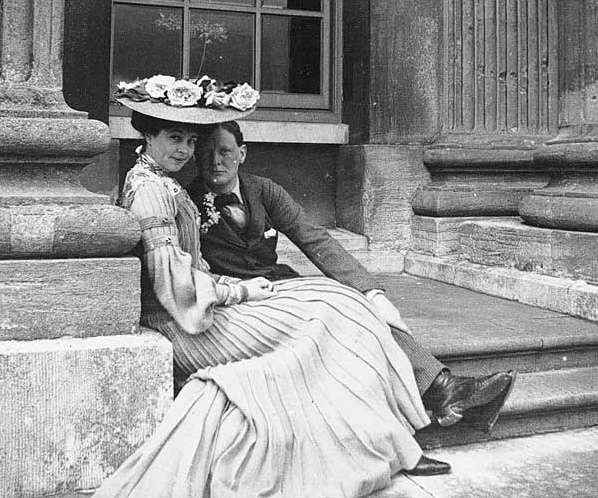
La duquesa de Marlborough con Winston Churchill en 1902.

El segundo matrimonio de Consuelo, el 4 de julio de 1921, fue con el teniente coronel Jacques Balsan, un pionero francés de globo, avión y piloto de hidroavión, que trabajó con los hermanos Wright. También heredero de una fábrica de textiles, Balsan era hermano menor de Etienne Balsan, que fue amante de los importantes comienzos de Coco Chanel. Jacques Balsan murió en 1956 a la edad de 88 años.
Después de la anulación con el duque de Marlborough, ella aún mantuvo vínculos con algunos parientes Churchill, en particular, con Winston Churchill (quien era hijo de una madre americana). Él era un visitante frecuente de su chateau, en St. Georges Motel, una pequeña comuna cerca de Dreux a unos 50 kilómetros de París, en los años 1920 y 1930, donde completó su último cuadro antes de la guerra.
Los registros de historia local en Florida muestran que en 1932 Consuelo Vanderbilt Balsan construyó una casa en Manalapan, al sur de Palm Beach. Fue diseñada como un nido de amor por Maurice Fatio. La casa de sus sueños fue llamada "Casa Alva", en honor a su madre. Aunque la señora Balsan vendió su casa en 1957, todavía existe.
Muchos creen que el famoso discurso de Churchill, Cortina de Hierro, fue pulido en esta casa y después pronunciado en el Westminster College.
Murió en Southampton, Long Island, Nueva York, el 6 de diciembre de 1964.
Está enterrada junto a su hijo menor, Lord Ivor Spencer-Churchill, en el cementerio de la Iglesia de St. Martinn, Bladon, Oxfordshire, Inglaterra, cerca de su antigua residencia, el Palacio de Blenheim.

## Títulos
- 1877–1895: Señorita Consuelo Vanderbilt.
- 1895–1921: Su Gracia la Duquesa de Marlborough.
- 1921: Consuelo, Duquesa de Marlborough.
- 1921–1964: Madame Jacques Balsan.